# Moteur à distributeurs rotatifs
 (novembre 2013).
Si vous disposez d'ouvrages ou d'articles de référence ou si vous connaissez des sites web de qualité traitant du thème abordé ici, merci de compléter l'article en donnant les références utiles à sa vérifiabilité et en les liant à la section « Notes et références ».
Le moteur à distributeur rotatif est un moteur 2-temps dont l'admission des gaz se fait grâce à un distributeur rotatif. Ce système a été adapté par Walter Kaaden (de), de chez Motorrad und Zweiradwerk GmbH (de).

## Description
Il s'agit d'un disque fixé à une extrémité du vilebrequin, et tournant à la même vitesse que lui, dont une partie est ajourée, et qui sépare le carburateur du carter moteur. Lorsque la partie ajourée passe en face d'une ouverture du carter moteur (au moment où ce carter est en dépression du fait de la montée du piston), les gaz d'admission provenant du carburateur sont aspirés dans le carter.
La gestion de l'admission dans le carter étant indépendante de la position du piston, il est possible de la gérer au mieux en fonction des caractéristiques du moteur (courbe de puissance, régimes de fonctionnement, etc.). Pour cela, il est alors simple d'adapter l'avance à l'ouverture de l'admission (AOA) ou bien le retard à la fermeture de l'admission (RFA)par rapport au point mort bas du vilebrequin(PMB), en remplaçant le disque, par exemple.
Il suffit de l'ajourer plus ou moins en fonction des temps d'ouverture désirés. Ce système permet d'obtenir un diagramme d'admission asymétrique, au contraire d'une admission par la jupe du piston.[Comment ?]

## Inconvénient et avantages
L'inconvénient de ce système est qu'il ne peut être situé qu'en bout de vilebrequin, ce qui en limite l'usage aux moteurs qui n'ont pas plus de deux cylindres alignés. Si l'on désire davantage de cylindres, on utilise une deuxième rangée de cylindres (moteurs en carré).
A remarquer la possibilité de déplacer le distributeur en l'implantant en lieu et place des traditionnelles boites à clapets, l'entrainement pouvant être fait à l'aide de renvois d'angle et d'axes implantés dans des carters spécialement construits pour cela. Cette solution a été utilisée sur la 125 Derbi / Aprilia (la fameuse RSA) vainqueur de la dernière saison de GP 125.
Les avantages sont une faible perte en charge lors de l'écoulement de la veine gazeuse au moment de l'admission du fait des caractéristiques du conduit qui est dépourvu de changement de section, mais aussi, qu'au contraire d'une admission à clapets, il n'y a pas la nécessité d'ouvrir les lames par dépression. Il est donc possible de favoriser certains régimes de fonctionnement selon les désidérata du pilote en recalant le disque distributeur ou en le remplaçant par un autre ayant des temps d'ouverture plus long ou plus court.

Cette technique permettant d'obtenir les moteurs deux temps les plus puissants, certains d'entre eux ayant atteint le rendement de 54 ch pour 125 cm3, soit 432 ch/L (125 Derbi de GP).

## Utilisation
De nombreux modèles de motos de tourisme et de compétition (Kawasaki, Aprilia, Derbi, Suzuki, etc.) ont utilisé cette technique.